# Hiroki Akiyama
 (août 2025).
Pour les articles homonymes, voir Akiyama.
Hiroki Akiyama (秋山 裕紀, Akiyama Hiroki), né le 9 décembre 2000 à Gunma au Japon, est un footballeur japonais évoluant au poste de milieu défensif au SV Darmstadt 98 en prêt de l'Albirex Niigata.

## Biographie

### En club
Né dans la préfecture de Gunma au Japon, Hiroki Akiyama commence le football au Maebashi FC puis il fréquente le Lycée Maebashi Ikuei. En janvier 2019 il rejoint l'Albirex Niigata. Le transfert est annoncé dès le 24 octobre 2018.
C'est avec ce club qu'il joue son premier match en professionnel, le 19 octobre 2019, lors d'une rencontre de deuxième division japonaise face à l'Avispa Fukuoka. Il entre en jeu et son équipe est battue par deux buts à un.
Le 13 août 2021, Akiyama est prêté au Kagoshima United jusqu'à la fin de l'année.
Le milieu de terrain fait son retour à l'Albirex Niigata pour la saison 2022. Il y inscrit son premier but pour le club, le 25 septembre 2022 contre Omiya Ardija. Entré en jeu à la place de Yuzuru Shimada (en), il donne la victoire à son équipe en étant l'unique buteur de la partie.
Il joue son premier match en J1 League, la première division japonaise, le 18 février 2023, à l'occasion de la première journée de la saison 2023 face au Cerezo Osaka. Il entre en jeu et les deux équipes se neutralisent (2-2 score final).